# Aristokracija
Aristokracija (gr. aristokratia, sestavljeno iz besed αριστος (aristos) najboljši + κρατεω (krateo) vladati; vladavina najboljših) je naziv, ki najbolj pogosto pomeni najvišji, najbolj priviligirani sloj plemstva ali pa najvišji sloj nekega družbenega razreda.
Pojem Aristokracija se je prvič pojavil v 5. stoletju pr. n. št., uporabljali pa so ga sofisti. Aristokracija pomeni določeno obliko vladavine, v kateri vlada majhna skupina ljudi, ki ima moč in veljavo zaradi svojega razrednega položaja ali premoženja. Na osnovi tega ločimo fevdalno, denarno, zemljiško in gospodarsko aristokracijo. Pripadniki aristokracije pa so imenovani aristokrati.

## Antika in srednji vek
Platon in Aristotel sta o njej govorila kot o boljši obliki vladavine, v kateri oblast pripada malemu številu moralno in intelektualno najboljših ljudi. O njej je pisal tudi Polibij (2. stoletje pr. n. št.), kasneje se pojavi v Rimski republiki ter v srednjevečkim mestnim republikam, v Genovi, Dubrovniku, v Benetkah in podobnih. V antični Grčiji so mestne državice, urejene kot Sparta, izvajale aristokracijo. Ljudstvo na usodo države ni imelo vpliva. Odločali so samo plemiči oziroma lastniki zemlje.

V Platonovem delu Država, se pojavi podobna ureditev, ki pa temelji na deljenju družbe v razrede na podlagi posameznikovih naravnih danosti in temu primerne vzgoje. Zatorej oblast ne pripada le majhnemu številu moralno in intelektualno najboljših ljudi, saj so ti le upravniki države, ki z njo upravljajo kar se da dobro v korist prebivalcev, saj so od njih odvisni, ker nimajo lastnega premoženja in jim je hrana podeljena v dar za dobro vodenje države.

## Marksistični pogled
Marksisti aristokracijo vidijo v prvi vrsti kot družbeni razred, ki se je oblikoval v številnih državah in družbah in ki si je vseskozi prizadeval obdržati monopol oblasti. Med argumenti, s katerimi so aristokrati zagovarjali tako stališče, je pogosto opaziti: plemenito kri, ugled prednikov, dedne vrline in podobno. 

## Vrste aristokracij
- kneževina
- kaganat
- monarhija